# 北海道道585号狩別猿払停車場線
北海道道585号狩別猿払停車場線（ほっかいどうどう585ごう かりべつさるふつていしゃじょうせん）は、北海道宗谷郡猿払村内を結ぶ一般道道（北海道道）である。

## 概要
起点から奥は、未舗装の村道に接続している。

### 路線データ
- 起点：北海道宗谷郡猿払村狩別
- 終点：北海道宗谷郡猿払村猿払（旧JR北海道 天北線 猿払駅跡、北海道道1089号猿払鬼志別線交点）
- 総延長：9.657 km
- 実延長：9.615 km
- 重用延長：0.042 km

## 歴史
- 1967年（昭和42年）3月31日 - 路線認定[1]。
- 1989年（平成元年）5月1日 - 天北線の廃線に伴い、猿払駅は廃駅となる。

## 路線状況

### 重複区間
- 北海道道584号猿払停車場線：猿払村猿払

### 道路施設

#### 主な橋梁
- 開拓橋（66 m、狩別川、猿払村狩別）

## 地理

### 通過する自治体
- 宗谷総合振興局
  - 宗谷郡猿払村

### 交差する道路
猿払村
- 北海道道584号猿払停車場線 - 猿払（重複）
- 北海道道1089号猿払鬼志別線 - 猿払（終点）

### 沿線にある施設など
猿払村
- ミズバショウ群生地 - 狩別